# Sulfate

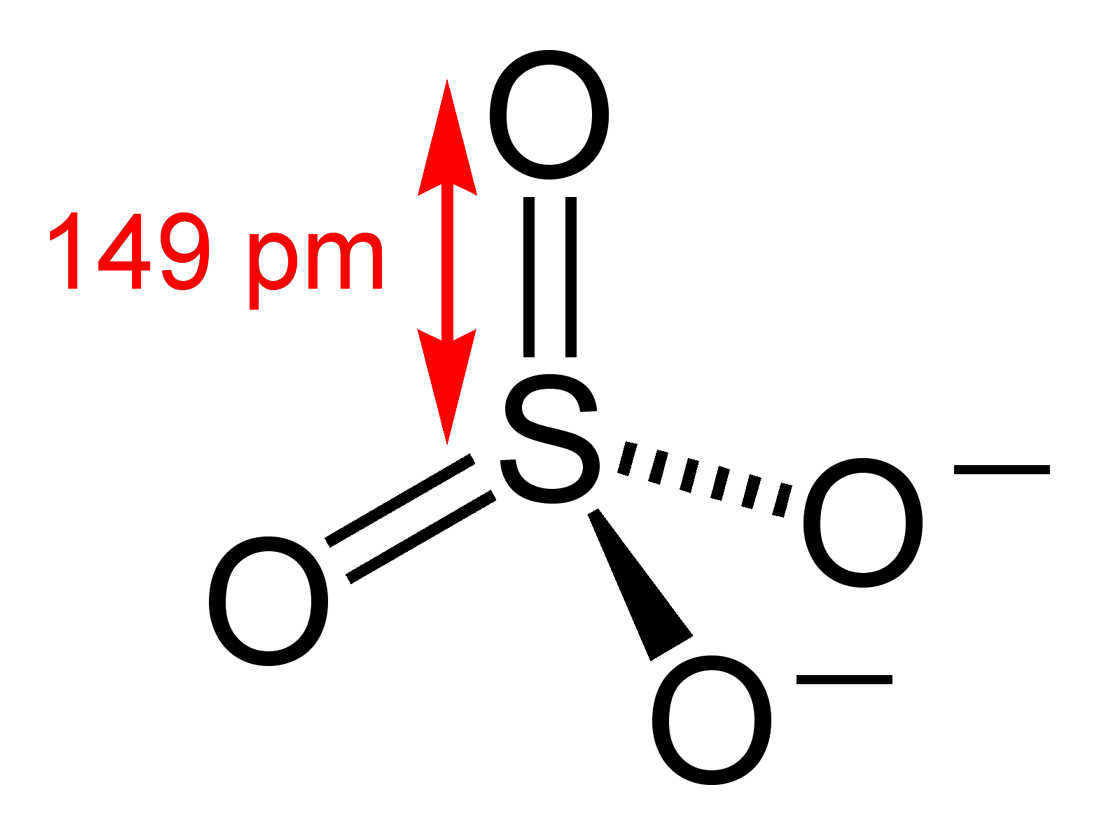
Représentation de Cram de l'ion sulfate.

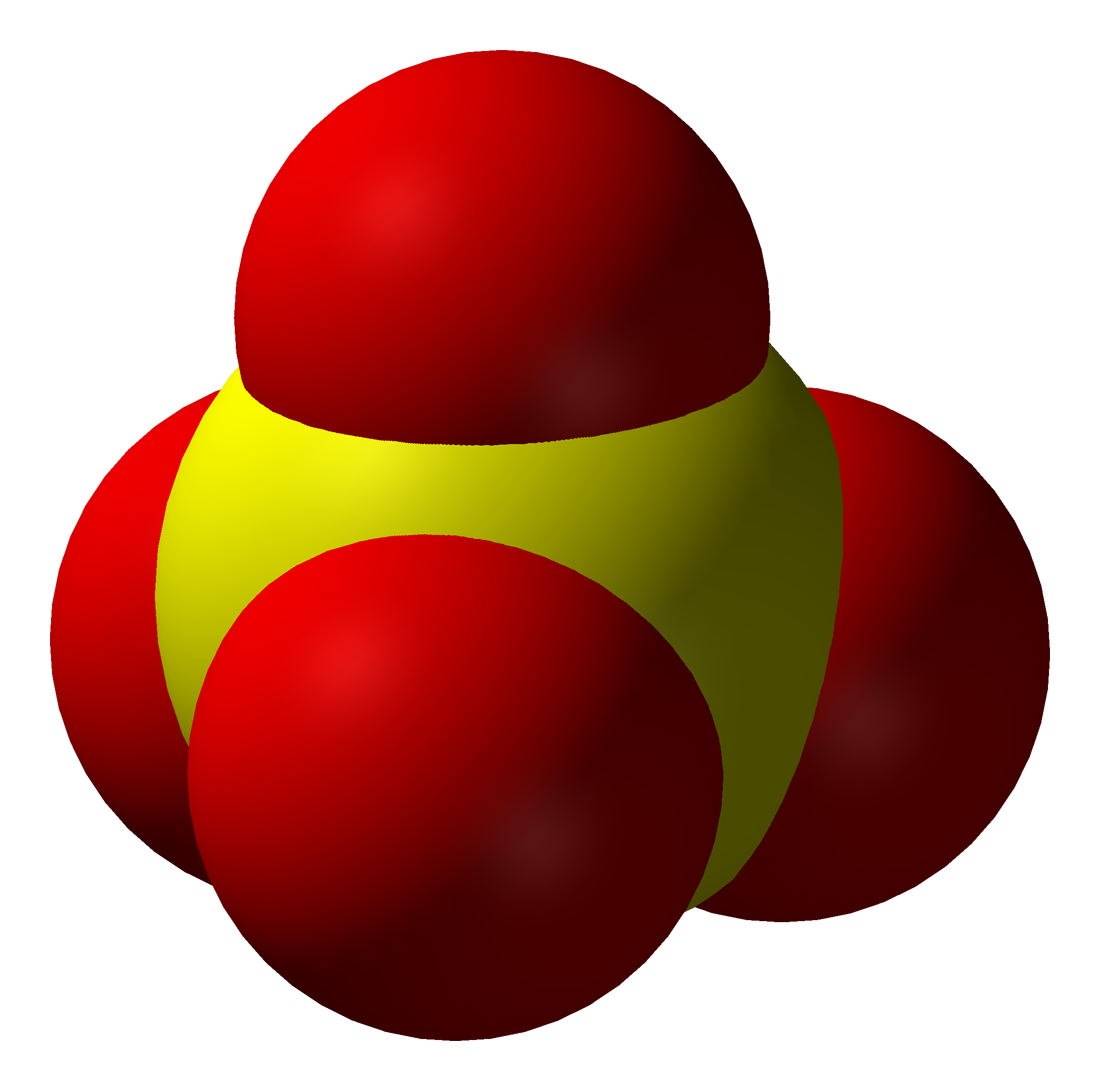
Ion sulfate.

Un sulfate est un sel de l'acide sulfurique H2SO4. On appelle ion sulfate l'anion SO2–
4. Les sulfates font partie des polluants de l'air et en particulier lors des phénomènes de smog.

## Sulfates inorganiques

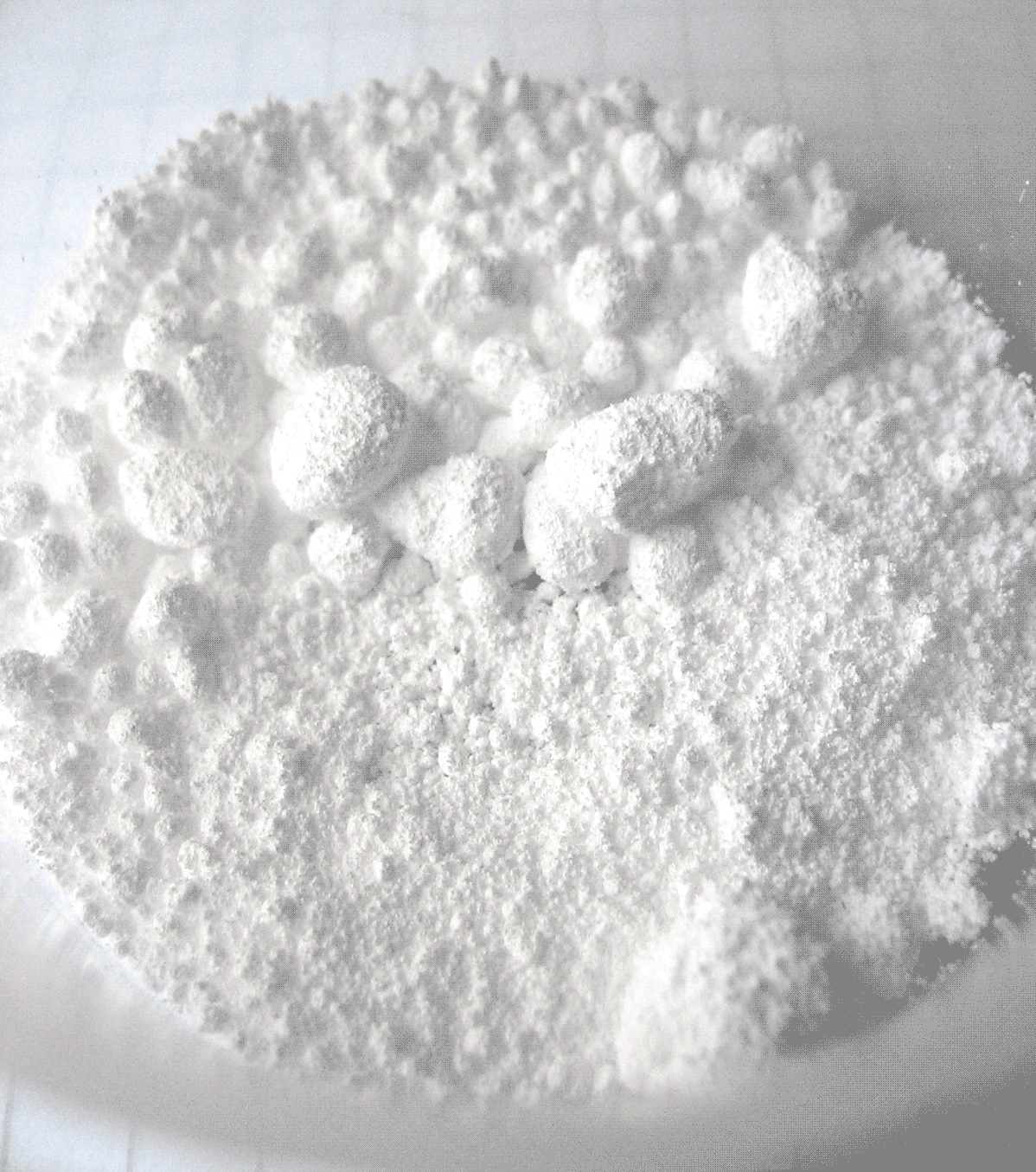
Sulfate de Baryum

Les sulfates de potassium, d'ammonium et de magnésium sont utilisés dans les engrais. Ceux de zinc, de manganèse, de cuivre et de fer sont utilisés en micro-fertilisation, pour corriger les carences en ces éléments.
Le sulfate de cuivre ou vitriol bleu est aussi un fongicide et un bactéricide puissant utilisé en agriculture. Il entre dans la composition de la bouillie bordelaise.
Le sulfate ferreux a pour formule FeSO4.7H2O. Ce composé se présente sous la forme de cristaux vert pâle ; c'est un sous-produit du fer de décapage. Il est utilisé comme mordant en teinture, comme reconstituant en médecine, et pour la fabrication des encres et des pigments noir, rouge, bleu, vert ou bien violet.
Le sulfate de zinc est aussi utilisé contre la prolifération des mousses et lichens.
Le gypse, le minerai composant le plâtre, est un sulfate de calcium.
Ne pas confondre sulfates et sulfites — provenant de l'acide sulfureux —, notamment utilisés en œnologie.
Les sulfates de baryum, de strontium et de plomb sont très peu solubles dans l'eau. Plusieurs méthodes analytiques d'identification reposent sur cette propriété.
Le sulfate de plomb insoluble est d'ailleurs responsable de la diminution de la capacité d'une batterie au plomb.
En volcanologie les gaz sulfatés correspondent à l’aérosol d’acide sulfurique (H2SO4) formé par le contact de l’eau et de l’ion sulfate (SO4) dans l’atmosphère. Il représente un indicateur important en termes d'impact du volcanisme sur le climat car il influence l'albédo et donc le climat.

### Test d'identification au chlorure de baryum
La présence d'ions sulfates dans une solution est identifiable par ajout de quelques gouttes d'une solution de chlorure de baryum : il se forme alors un précipité blanc de sulfate de baryum BaSO4(s)[source insuffisante].

## Sulfates organiques
Des sulfates d'alkyle, comme le sulfate de diméthyle, sont de très bons agents alkylants, peu chers mais toxiques et écotoxiques.
Le sulfate peut être oxydé en peroxodisulfate (S2O82−).

## Origine des sulfates dans la haute atmosphère
Plus de la moitié des aérosols sulfatés se produit dans les nuages et ils ont l'impact radiatif considéré comme le plus important pour les systèmes climatiques terrestres. Comprendre ces phénomènes est important pour comprendre le forçage radiatif et les risques posés par le changement climatique.
Dans les années 2000, on a montré que l'oxydation du dioxyde de soufre gazeux est catalysée par de faibles quantités d'ions de métaux de transition naturels, qui sont naturellement présents en surface des poussières particulaires d'origine minérale (mais également présents dans certaines fumées industrielles) ; ce serait même la voie dominante pour la production de sulfate dans les nuages. Dans les cas de catalyse par des métaux de transition sur la poussière minérale grossière, les sulfates devraient avoir une courte durée de vie (et alors peu d'effet climatique direct ou indirect).
Ceci, compte tenu de l'augmentation des émissions de dioxyde de soufre provenant des grands pays industrialisés (Chine notamment) pourrait expliquer certains écarts entre les modèles et la réalité observée et permettre d'améliorer la modélisation du forçage radiatif par les nuages.

## Origine des sulfates en cause dans les smogs
Les smogs du siècle dernier tels que le Grand smog de Londres avaient pour principale cause la combustion de charbon, qui libérait de grandes quantités de soufre formant de l'acide sulfurique et des sulfates.
Les smogs contemporains (qui, au début des années 2000, affectent ou menacent la santé de plus de 400 millions de personnes en Chine du Nord où ils sont les plus spectaculaires) sont plus riches en particules fines et souvent associés aux brumes hivernales.
Les sulfates sont toujours des composants majeurs des particules de ces brumes fines et toxiques (avec même des taux records d'environ 300 μg/m3 de sulfates mesurés en janvier 2013 à Pékin).
Les modèles de pollution de l'air considéraient alors qu'il fallait des oxydants photochimiques pour produire ces sulfates urbains. Or, durant les fortes brumes d'hiver, l'activité photochimique est très réduite, mais la production de sulfate et de microparticules à partir de sulfates persiste.
La source manquante de ces sulfates a récemment (2016) été expliquée par la chimie de l'azote réactif dans les aérosols.
C'est l'eau des aérosols qui sert de réacteur ; ses composants alcalins y piègent le SO2, lequel est oxydé par un oxyde d'azote (le NO2, notamment issu des moteurs diesel et des chaudières) ; le sulfate ainsi formé rend le brouillard plus persistant et toxique. Ce mécanisme est auto-entretenu et même auto-amplifié car plus la masse d'aérosol aqueux est grande, plus la production de sulfate augmente vite, conduisant à un air plus pollué (tant que le vent ne la disperse pas).